# DécaNation 2016
Navigation
Édition précédente Édition suivante
Le DécaNation 2016 est la 12e édition du DécaNation qui s'est déroulé le 13 septembre 2016 au stade Pierre-Delort de Marseille. La France remporte la compétition devant la NACAC et l'Ukraine.

## Participants
Participent à la compétition : la France, l'Ukraine, le Japon, la Chine, la NACAC et le Décaclubs. 
La NACAC est l'acronyme de l'Athletics North America Central America Caribbean Association, l'association d'athlétisme d'Amérique du Nord, d'Amérique centrale et des Caraïbes. Lors de ce Décanation, l'équipe NACAC se compose d'athlètes venus des États-Unis, de Jamaïque, de Trinité-et-Tobago et d'Haïti.
Le Décaclubs regroupe des participants étrangers licenciés dans des clubs d'athlétisme français. L'équipe est composée de sportifs issus du Cameroun, du Mali, du Bénin, d'Espagne, des Bermudes, du Luxembourg, de République du Congo, de Belgique, du Sénégal, de Côte d'Ivoire, d'Algérie, d'Italie, de Tunisie et du Burkina-Faso.

## Épreuves
|       | 100 m | 200 m | 400 m | 800 m | 2000 m | 100 / 110 m haies | 400 m haies | Hauteur | Longueur | Perche | Triple saut | Poids | Disque |
| ----- | ----- | ----- | ----- | ----- | ------ | ----------------- | ----------- | ------- | -------- | ------ | ----------- | ----- | ------ |
| Homme | •     | •     | •     | •     | •      | •                 |             |         |          | •      | •           | •     | •      |
| Femme | •     |       | •     | •     | •      | •                 | •           | •       | •        |        |             | •     | •      |

## Classement général
Le premier d'une épreuve remporte huit points, le deuxième six points, le troisième cinq points, le quatrième quatre points, le cinquième trois points et le dernier deux points.
| Rang | Équipe    | Points |
| ---- | --------- | ------ |
| 1    | France    | 115    |
| 2    | NACAC     | 109    |
| 3    | Ukraine   | 102    |
| 4    | Japon     | 92     |
| 5    | Chine     | 68     |
| 6    | Décaclubs | 64     |

## Résultats

### 100 m
| Rang | Équipe    | Athlète             | Temps   |
| ---- | --------- | ------------------- | ------- |
| 1    | NACAC     | Asafa Powell        | 10 s 20 |
| 2    | Japon     | Yoshihide Kiryū     | 10 s 35 |
| 3    | France    | Mickael-Meba Zeze   | 10 s 53 |
| 4    | Ukraine   | Ihor Bodrov         | 10 s 65 |
| 5    | Chine     | Cai Chuanbao        | 10 s 81 |
| 6    | Décaclubs | Christopher Naliali | 10 s 97 |

| Rang | Équipe    | Athlète                     | Temps   |
| ---- | --------- | --------------------------- | ------- |
| 1    | Ukraine   | Olesya Povh                 | 11 s 55 |
| 2    | NACAC     | Natasha Morrison            | 11 s 67 |
| 3    | Japon     | Ami Saito                   | 11 s 89 |
| 4    | France    | Tamara Murcia               | 12 s 24 |
| 5    | Décaclubs | Laetitia-Caroline Lea-Titti | 12 s 36 |
| -    | Chine     | Zhang Jie                   | -       |

### 200 m
| Rang | Équipe    | Athlète             | Temps   |
| ---- | --------- | ------------------- | ------- |
| 1    | France    | Christophe Lemaitre | 20 s 23 |
| 2    | Japon     | Shota Hara          | 20 s 63 |
| 3    | NACAC     | Jarrion Lawson      | 20 s 68 |
| 4    | Ukraine   | Serhiy Smelyk       | 20 s 82 |
| 5    | Décaclubs | Abdourahmane Ndour  | 21 s 78 |
| 6    | Chine     | Wang Yongji         | 21 s 80 |

### 400 m
| Rang | Équipe    | Athlète                               | Temps   |
| ---- | --------- | ------------------------------------- | ------- |
| 1    | Japon     | Julian Walsh                          | 46 s 09 |
| 2    | France    | Mame-Ibra Anne                        | 46 s 45 |
| 3    | Ukraine   | Vitaliy Butrym                        | 46 s 92 |
| 4    | Chine     | Hu Wenhao                             | 48 s 21 |
| 5    | Décaclubs | Abdourahmane Ndour                    | 48 s 23 |
| -    | NACAC     | Clayton Murphy                        | -       |
|      |           | Pierre-Ambroise Bosse (Hors-concours) | 47 s 54 |

| Rang | Équipe    | Athlète        | Temps   |
| ---- | --------- | -------------- | ------- |
| 1    | NACAC     | Courtney Okolo | 51 s 06 |
| 2    | France    | Floria Guei    | 51 s 99 |
| 3    | Ukraine   | Olga Bibika    | 53 s 21 |
| 4    | Décaclubs | Djenebou Dante | 53 s 87 |
| 5    | Japon     | Seika Aoyama   | 54 s 21 |
| 6    | Chine     | Zhang Jie      | 56 s 25 |

### 800 m
| Rang | Équipe    | Athlète           | Temps         |
| ---- | --------- | ----------------- | ------------- |
| 1    | France    | Samir Dahmani     | 1 min 50 s 16 |
| 2    | Chine     | Zhang Dashan      | 1 min 50 s 69 |
| 3    | Décaclubs | Abderrahmane Anou | 1 min 50 s 91 |
| 4    | NACAC     | Andy Bayer        | 1 min 51 s 67 |
| 5    | Japon     | Jun Mitake        | 1 min 53 s 22 |
| 6    | Ukraine   | Roman Yarko       | 1 min 53 s 98 |

| Rang | Équipe    | Athlète       | Temps         |
| ---- | --------- | ------------- | ------------- |
| 1    | Décaclubs | Noélie Yarigo | 2 min 03 s 80 |
| 2    | Ukraine   | Nataliia Lupu | 2 min 03 s 98 |
| 3    | NACAC     | Katie Mackey  | 2 min 04 s 05 |
| 4    | France    | Clarisse Moh  | 2 min 04 s 52 |
| 5    | Chine     | Zhao Jing     | 2 min 06 s 97 |
| 6    | Japon     | Shoko Fukuda  | 2 min 08 s 50 |

### 2 000 m
| Rang | Équipe    | Athlète            | Temps         |
| ---- | --------- | ------------------ | ------------- |
| 1    | Japon     | Masaki Toda        | 5 min 14 s 39 |
| 2    | France    | Mahiedine Mekhissi | 5 min 16 s 05 |
| 3    | NACAC     | Andy Bayer         | 5 min 16 s 61 |
| 4    | Ukraine   | Volodymyr Kyts     | 5 min 20 s 15 |
| 5    | Chine     | Xu Pengcheng       | 5 min 20 s 94 |
| 6    | Décaclubs | Abdelhamid Zerrifi | 5 min 22 s 13 |

| Rang | Équipe    | Athlète              | Temps         |
| ---- | --------- | -------------------- | ------------- |
| 1    | NACAC     | Aisna Praught        | 5 min 45 s 51 |
| 2    | Japon     | Tomoka Kimura        | 5 min 47 s 17 |
| 3    | Chine     | Zhang Xinyan         | 5 min 50 s 68 |
| 4    | Ukraine   | Mariia Statalova     | 5 min 51 s 39 |
| 5    | France    | Élodie Normand       | 6 min 13 s 60 |
| 6    | Décaclubs | Ana Lozano Del Campo | 6 min 42 s 89 |

### 110 / 100 m haies
| Rang | Équipe    | Athlète          | Temps   |
| ---- | --------- | ---------------- | ------- |
| 1    | France    | Dimitri Bascou   | 13 s 24 |
| 2    | Japon     | Wataru Yazawa    | 13 s 74 |
| 3    | NACAC     | Jeffrey Julmis   | 13 s 75 |
| 4    | Chine     | Lu Wang          | 13 s 80 |
| 5    | Ukraine   | Sergii Kopanaiko | 14 s 23 |
| 6    | Décaclubs | Nicolo Casale    | 14 s 27 |

| Rang | Équipe    | Athlète           | Temps   |
| ---- | --------- | ----------------- | ------- |
| 1    | NACAC     | Jacquelyn Coward  | 12 s 96 |
| 2    | Ukraine   | Anna Plotitsyna   | 13 s 08 |
| 3    | France    | Cindy Billaud     | 13 s 18 |
| 4    | Chine     | Wang Dou          | 13 s 33 |
| 5    | Japon     | Ayako Kimura      | 13 s 59 |
| 6    | Décaclubs | Odile Ahouanwanou | 14 s 04 |

### 400 m haies
| Rang | Équipe    | Athlète         | Temps   |
| ---- | --------- | --------------- | ------- |
| 1    | NACAC     | Kaliese Spencer | 55 s 71 |
| 2    | Ukraine   | Anna Titimets   | 56 s 48 |
| 3    | Japon     | Satomi Kubokura | 57 s 06 |
| 4    | Chine     | Yu Xiaomei      | 62 s 01 |
| 5    | France    | Maëva Contion   | 62 s 06 |
| 6    | Décaclubs | Shianne Smith   | 63 s 94 |

### Saut en hauteur
| Rang | Équipe    | Athlète          | Marque |
| ---- | --------- | ---------------- | ------ |
| 1    | Ukraine   | Oksana Okuneva   | 1,88 m |
| 2    | NACAC     | Brigetta Barrett | 1,85 m |
| 3    | France    | Marine Vallet    | 1,79 m |
| 4    | Japon     | Sakura Asai      | 1,76 m |
| 5    | Décaclubs | Cathy Zimmer     | 1,63 m |

### Saut en longueur
| Rang | Équipe    | Athlète                                | Marque |
| ---- | --------- | -------------------------------------- | ------ |
| 1    | France    | Éloyse Lesueur                         | 6,57 m |
| 2    | Ukraine   | Maryna Bekh                            | 6,28 m |
| 3    | NACAC     | Kimberly Williams                      | 6,20 m |
| 4    | Chine     | Fu Bingling                            | 6,04 m |
| 5    | Japon     | Meg Hemphill                           | 5,85 m |
| 6    | Décaclubs | Marie Mbuya Mala                       | 5,62 m |
|      |           | Antoinette Nana Djimou (Hors-concours) | 6,06 m |

### Saut à la perche
| Rang | Équipe    | Athlète                        | Marque |
| ---- | --------- | ------------------------------ | ------ |
| 1    | France    | Renaud Lavillenie              | 5,80 m |
| 2    | Japon     | Seito Yamamoto                 | 5,60 m |
| 3    | Ukraine   | Vladyslav Malykhin             | 5,35 m |
| 4    | NACAC     | Mark Hollis                    | 5,00 m |
| 5    | Décaclubs | Samy Berhaiem                  | 4,40 m |
|      |           | Stanley Joseph (Hors-concours) | 5,60 m |
|      |           | Kévin Mayer (Hors-concours)    | 5,00 m |

### Triple saut
| Rang | Équipe    | Athlète                       | Marque  |
| ---- | --------- | ----------------------------- | ------- |
| 1    | Chine     | Wu Ruiting                    | 16,60 m |
| 2    | Japon     | Ryoma Yamamoto                | 16,45 m |
| 3    | France    | Benjamin Compaoré             | 16,38 m |
| 4    | Ukraine   | Andrii Stanchev               | 15,60 m |
| 5    | Décaclubs | Hugues Fabrice Zango          | 14,80 m |
| -    | NACAC     | Mark Hollis                   | -       |
|      |           | Harold Correa (Hors-concours) | 16,67 m |

### Lancer du poids
| Rang | Équipe    | Athlète                     | Marque  |
| ---- | --------- | --------------------------- | ------- |
| 1    | NACAC     | Ryan Crouser                | 20,61 m |
| 2    | Décaclubs | Franck Elemba               | 20,14 m |
| 3    | France    | Frédéric Dagée              | 18,65 m |
| 4    | Ukraine   | Viktor Samoliuk             | 18,48 m |
| 5    | Japon     | Daichi Nakamura             | 17,36 m |
| 6    | Chine     | Li Yuhang                   | 16,76 m |
|      |           | Kévin Mayer (Hors-concours) | 14,40 m |

| Rang | Équipe    | Athlète         | Marque  |
| ---- | --------- | --------------- | ------- |
| 1    | NACAC     | Cleopatra Borel | 17,61 m |
| 2    | Chine     | Guo Tianqian    | 17,53 m |
| 3    | France    | Jessica Cerival | 16,45 m |
| 4    | Ukraine   | Olga Golodna    | 16,41 m |
| 5    | Décaclubs | Jolien Boumkwo  | 15,52 m |
| 6    | Japon     | Aya Ota         | 15,37 m |

### Lancer du disque
| Rang | Équipe    | Athlète           | Marque  |
| ---- | --------- | ----------------- | ------- |
| 1    | Ukraine   | Mykyta Nesterenko | 60,67 m |
| 2    | NACAC     | Ryan Crouser      | 59,13 m |
| 3    | France    | Lolassonn Djouhan | 58,96 m |
| 4    | Japon     | Yuji Tsutsumi     | 55,23 m |
| 5    | Chine     | Li Yuhang         | 51,90 m |
| 6    | Décaclubs | Franck Elemba     | 50,24 m |

| Rang | Équipe    | Athlète                | Marque  |
| ---- | --------- | ---------------------- | ------- |
| 1    | France    | Mélina Robert-Michon   | 61,40 m |
| 2    | Ukraine   | Natalya Semenova       | 57,27 m |
| 3    | Chine     | Chen Yang (athlétisme) | 56,62 m |
| 4    | Décaclubs | Jolien Boumkwo         | 45,91 m |
| 5    | Japon     | Eriko Nakata           | 45,27 m |
| 6    | NACAC     | Cleopatra Borel        | 16,98 m |